# Кімберлі Вільямс-Пейслі
Кімберлі Пейн Вільямс, у шлюбі Вільямс-Пейслі (англ. Kimberly Payne Williams-Paisley; нар. 14 вересня 1971) — американська акторка, сценаристка, режисерка та продюсерка (кіно і телебачення). 
Відома головними ролями в «Як сказав Джим» і «Нашвілл», а також проривним виконанням у «Батько нареченої» (1991), за яке номінована на кілька нагород, та його продовженням «Батько нареченої 2» (1995). Виконувала запрошені ролі на телешоу, включно з «Байки зі склепу», «Джордж Лопез» і «Менш ніж досконало». Відома ролями в телефільмах, включно з «Безпечний будинок», «Різдвяні черевики» і «Щаслива сімка», та роллю Лаури Паркер у короткометражному фільмі «Відтінок», який вона також написала та режисувала. Вільямс одружена з кантрі-музикантом Бредом Пейслі, від якого народила двох синів; акторка Ешлі Вільямс є її сестрою.

## Раннє життя
Кімберлі Вільямс народилася в Раї, Нью-Йорк, в родині фандрейзерки Лінди-Барбари (до шлюбу Пейн) та письменника здоров'я та науки Гурні Вільямса III. В неї є сестра Ешлі, також акторка, та брат Джей. Вільямс була в шоу-бізнесі з 13 років. 1989 року вона режисувала музичне ревю вищої школи Рая. Вона залишила Північно-Західний університет на другому році для появи у версії 1991 року фільму «Батько нареченої», але повернулася для завершення свого ступеню у драмі. В університеті належала до сестринства Альфа Фі.

## Кар'єра
Вільямс-Пейслі виконала ролі Енні Бенкс у «Батько нареченої» (1991) та «Батько нареченої 2» (1995) зі Стівом Мартіном і Даян Кітон. Пізніше вона з'явилася в «Індійське літо» (1993), «Холоднокровний» (1995), «Війна в домі» (1996) та 1996 року отримала провідну роль у драматичному серіалі ABC «Відносність». Вільямсзавоювала визнання критики своїм виконанням, але серіал було скасовано після 17 епізодів через низькі рейтинги. 2000 року Вільямс-Пейслі знялася в ролі Вірджинії у фентезійному мінісеріалі «Десяте королівство».
З 2001 до 2008 року Вільямс-Пейслі виконувала роль Дани у ситкомі ABC «Як сказав Джим», протилежності Джеймса Белуші та Кортні Торн-Сміт. Вона залишила шоу після сьомого сезону, але повернулася в його фінальному епізоді 2009 року. На сцені Вільямс-Пейслі замінювала Арію Барейкіс у ролі Санні в «Остання ніч Балліхоо», написаному Альфредом Ухрі (популярності «Водій міс Дейзі») дещо пізніше в ході вистави з лютого 1997 року до червня 1998 року. Протягом 2000-х також знялася в ряді телефільмів, а також була запрошена в «Менш ніж досконало», «Юристи Бостона» і «Царські болі». У фільмі вона зіграла протилежність Меттью Мак-Конегі у драмі 2006 року «Ми — одна команда».
2012 року Вільямс-Пейслі почала зніматися у повторюваній ролі Пеггі Кентер у драматичному серіалі ABC «Нашвілл». У грудні 2015 року зіграла в «Елвін і бурундуки: Бурундомандри».
15 березня 2003 року Вільямс одружилася з кантрі-співаком Бредом Пейслі. У лютому 2007 року народила сина Вільяма Гекльберрі Пейслі у Нашвіллі, Теннессі. У квітні 2009 року народила сина Джаспера. 
В її матері Лінди діагностували первинну прогресуючу афазію, яка є формою деменції. Вільямс-Пейслі є авторкою «Where the Light Gets In» (укр. Куди потрапляє світло), опублікованою 5 квітня 2016 року. Книга оповідає історію хвороби її матері від діагностування. Її мати померла 16 листопада 2016 року, невдовзі після публікації книги.
Проживає з родиною у Нашвіллі, Теннессі.

## Фільмографія

### Акторка
| Рік       |    | Українська назва                             | Оригінальна назва                        | Роль                                             |
| --------- | -- | -------------------------------------------- | ---------------------------------------- | ------------------------------------------------ |
| 2020      | ф  | Різдвяні хроніки 2                           | The Christmas Chronicles: Part Two       | Клер                                             |
| 2020      | тф |                                              | A Nashville Christmas Carol              | Дух Теперішнього Різдва                          |
| 2020      | ф  |                                              | The Violent Heart                        |                                                  |
| 2020      | кф | Батько нареченої 3 (майже)                   | Father of the Bride Part 3 (ish)         | Енні Бенкс                                       |
| 2019      | с  |                                              | Dolly Parton's Heartstrings              | Емілі (1 епізод)                                 |
| 2019      | тф |                                              | Darrow & Darrow 4: Burden of Proof       | Клер Дерроу                                      |
| 2017—2019 | с  | (мінісеріал)                                 | Darrow & Darrow                          | Клер Дерроу (4 епізоди)                          |
| 2019      | с  | Флеш                                         | The Flash                                | Рене Адлер (2 епізоди)                           |
| 2018      | ф  | Різдвяні хроніки                             | The Christmas Chronicles                 | Клер                                             |
| 2017      | тф |                                              | The Christmas Train                      | Елеонор Картер                                   |
| 2017      | ф  | На одній хвилі                               | You Get Me                               | пані Генсон                                      |
| 2017      | ф  |                                              | Speech & Debate                          | Сьюзен Меррік                                    |
| 2015      | мф |                                              | Елвін і бурундуки: Бурундомандри         | Alvin and the Chipmunks: The Road Chip / Саманта |
| 2014      | с  | Два з половиною чоловіки                     | Two and a Half Men                       | Гретхен (6 епізодів)                             |
| 2014      | ф  |                                              | Ask Me Anything                          | Маргарет Спунер                                  |
| 2012—2013 | с  | Нешвілл                                      | Nashville                                | Пеггі Кентер (20 епізодів)                       |
| 2012      | с  | Дорогий доктор                               | Royal Pains                              | Сем Чард (1 епізод)                              |
| 2010      | тф | Благодать амішів                             | Amish Grace                              | Айда Ґребер                                      |
| 2001—2009 | с  | Як сказав Джим                               | According to Jim                         | Дана (165 епізодів)                              |
| 2008      | с  | Бостонське правосуддя                        | Boston Legal                             | Еліза Брукс, адвокатка (1 епізод)                |
| 2008      | мс | Чудові звірятка                              | Wonder Pets!                             | Мама Армадільо (голос, 1 епізод)                 |
| 2008      | ф  |                                              | Eden Court                               | Бонні Дункан                                     |
| 2006      | ф  | Ми — одна команда                            | We Are Marshall                          | Сенді Лендьєл                                    |
| 2006      | ф  | Як їсти смажених черв’яків                   | How to Eat Fried Worms                   | мати                                             |
| 2006      | ф  |                                              | How to Go Out on a Date in Queens        | Емі                                              |
| 2006      | кф |                                              | Shade                                    | Лора Паркер                                      |
| 2005      | с  | Далека від досконалості                      | Less Than Perfect                        | Лора (1 епізод)                                  |
| 2004      | с  | Джордж Лопес                                 | George Lopez                             | Ванесса Брукс (1 епізод)                         |
| 2004      | тф | Викрадення особистості: Історія Мішель Браун | Identity Theft: The Michelle Brown Story | Мішель Браун                                     |
| 2003      | тф |                                              | Lucky 7                                  | Емі Маєр                                         |
| 2002      | тф | Різдвяні черевики                            | The Christmas Shoes                      | Меггі Ендрюс                                     |
| 2002      | ф  |                                              | Ten Tiny Love Stories                    | П'ять                                            |
| 2001      | тф |                                              | Follow the Stars Home                    | Даян Паркер-Маккан                               |
| 2000      | с  | Десяте королівство (мінісеріал)              | The 10th Kingdom                         | Вірджинія Льюїс (головна роль)                   |
| 1999      | ф  | Симпатіко                                    | Simpatico                                | Розі (в юності)                                  |
| 1999      | ф  | Коханці                                      | Elephant Juice                           | Додді                                            |
| 1998      | ф  |                                              | Just a Little Harmless Sex               | Елісон                                           |
| 1998      | ф  | Бастіон                                      | Safe House                               | Енді Треверс                                     |
| 1996—1997 | с  | Теорія відносності                           | Relativity                               | Ізабель Люкенс (17 епізодів)                     |
| 1996      | ф  | Війна в домі                                 | The War at Home                          | Карен Кольєр                                     |
| 1996      | тф |                                              | Jake's Women                             | Моллі                                            |
| 1995      | ф  | Батько нареченої 2                           | Father of the Bride Part II              | Енні Бенкс-Маккензі                              |
| 1995      | ф  |                                              | Coldblooded                              | Джасмін                                          |
| 1994      | с  | Байки зі склепу                              | Tales from the Crypt                     | Гайлі Зеллер (1 епізод)                          |
| 1993      | кф |                                              | Samuel Beckett Is Coming Soon            | Кім                                              |
| 1993      | ф  | Індіанське літо                              | Indian Summer                            | Ґвен Доерті (1 епізод)                           |
| 1992      | мф |                                              | Порко Россо / Кнур Багряний              | 紅の豚 / Фіо (голос в англ. звученні)            |
| 1991      | ф  | Батько нареченої                             | Father of the Bride                      | Енні Бенкс (1 епізод)                            |
| 1990      | с  |                                              | ABC Afterschool Specials                 | Ванесса (1 епізод)                               |

### Режисер, продюсер, сценарист
| Рік       |    | Українська назва                             | Оригінальна назва                        | Роль                               |
| --------- | -- | -------------------------------------------- | ---------------------------------------- | ---------------------------------- |
| 2019      | тф |                                              | Darrow & Darrow 4: Burden of Proof       | виконавча продюсерка               |
| 2017—2019 | с  | (мінісеріал)                                 | Darrow & Darrow                          | виконавча продюсерка (3 епізоди)   |
| 2010      | кф |                                              | When Mom's Away                          | виконавча продюсерка               |
| 2006—2008 | с  | Як сказав Джим                               | According to Jim                         | режисерка (3 епізоди)              |
| 2007      | кф |                                              | Numero Dos                               | режисерка, сценаристка             |
| 2006      | кф |                                              | Shade                                    | режисерка, продюсерка, сценаристка |
| 2004      | тф | Викрадення особистості: Історія Мішель Браун | Identity Theft: The Michelle Brown Story | співпродюсерка                     |
| 2003      | тф |                                              | Lucky 7                                  | співпродюсерка                     |

## Нагороди та номінації
| Рік  | Асоціація                          | Категорія                                                                  | Робота           | Результат |
| ---- | ---------------------------------- | -------------------------------------------------------------------------- | ---------------- | --------- |
| 1992 | MTV Movie Awards                   | Найкраще проривне виконання                                                | Батько нареченої | Номінація |
| 1996 | Супутник                           | Найкраще виконання акторкою у драматичному телесеріалі                     | Відносність      | Номінація |
| 2006 | Heartland Film Festival            | Кришталеве серце за найкращий драматичний короткометражний фільм[джерело?] | Відтінок         | Перемога  |
| 2006 | Heartland Film Festival            | Vision Award за найкращий короткометражний фільм[джерело?]                 | Відтінок         | Перемога  |
| 2006 | Sedona International Film Festival | Видатна акторська майстерність і режисування[джерело?]                     | Відтінок         | Перемога  |